# Adams Morgan

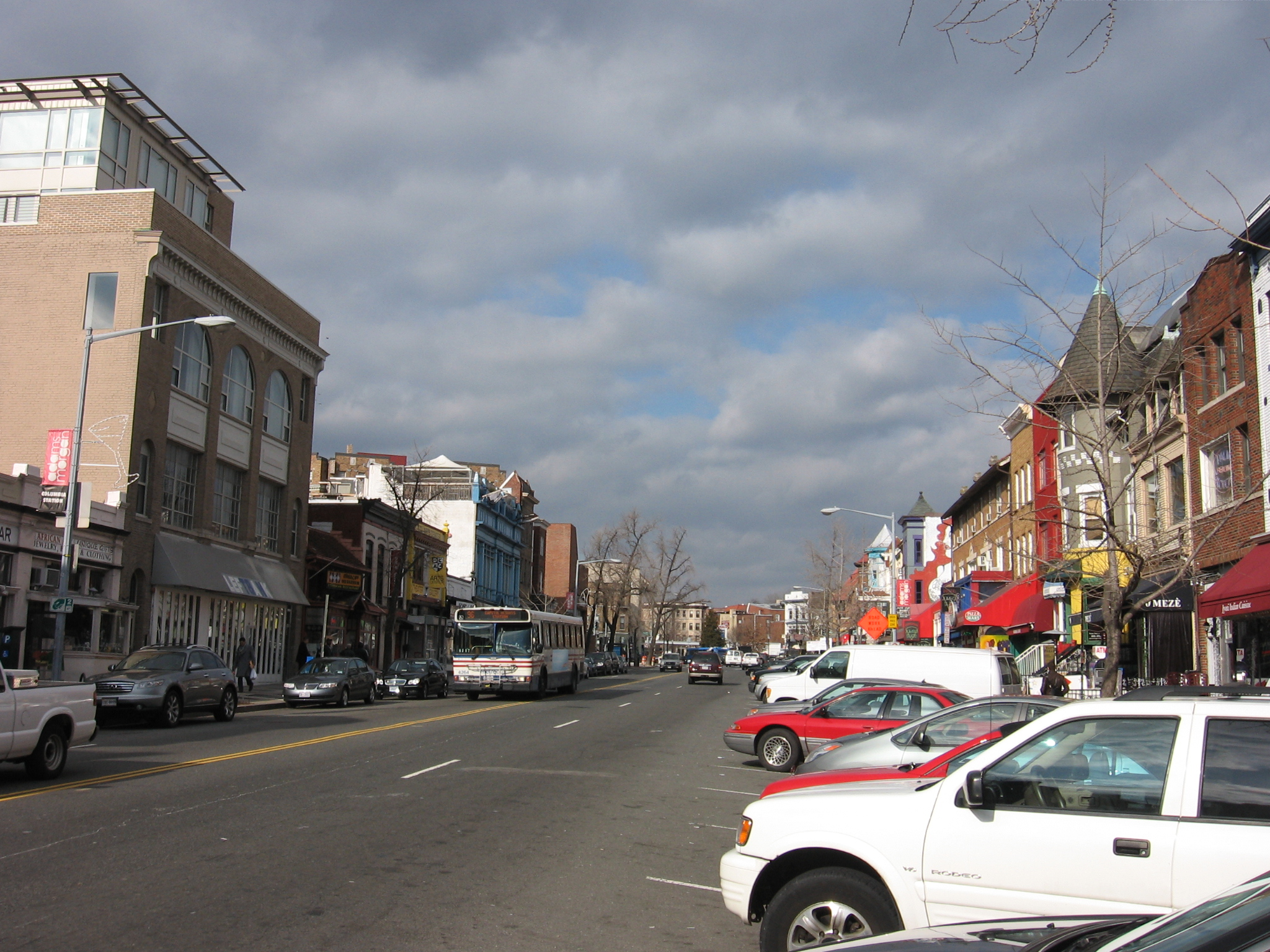
18th Street, Adams Morgan

Adams Morgan is een wijk in de Amerikaanse stad Washington D.C. Middelpunt van de multiculturele wijk ligt op de kruising van 18th Street NW en Columbia Road NW, ten zuidwesten van de Duke Ellington Bridge.
De naam van de wijk is afgeleid van twee scholen, de zwarte Thomas P. Morgan Elementary School (niet meer in gebruik) en de blanke John Quincy Adams Elementary School.